# Liste des évêques de Cefalù
Cette liste reprend le nom des évêques du diocèse de Cefalù.

## Évêques
- Niceta (mentionné en 869 et en 870)
  - nom d'évêques inconnus
  - Iocelmo I (1130-1150) (antiévêque), prieur de Bagnara[1]
  - Arduino I ou Hardouin (1150-1156) (antiévêque), ancien prieur de Bagnara[1]
  - Daniele (mentionné en  1157) (antiévêque)
- Boso ou Bosone de Gorram (1157-1172), ancien cellerier de Cefalù[1]
- Giovanni ou Guido de Bevera (1172-1173)
- Guido Fabricii (1173-1193)
- Benedetto (1193-1194)
- Giovambattista Cicala (1194-1215)
- Francesco (Arduino II), O.F.M.Obs (1217-1238)
- Iocelmo de Campania (1240-1248)
- Riccardo Grizzetta O.F.M de Messine[1] (1249-1253)
- Aidone da Capua (1253-1253)
- Tommaso Fusconi, O.P (1253-1253) nommé évêque de Sienne
- Giovanni di Stefano (1254-1269)
- Pietro da Tours (1270-1272)
- Giovanni (1272-1279)
- Giunta (1280-1290)
- Giacomo da Narni (1304-1323)
- Ruggero Benincasa (1324-1329)
  - Tommaso Buttiglieri ou Tommaso da Butera[1] (1329-1333) (non approuvé par le Saint-Siège)
- Roberto Campolo o da Messina, O.F.M (1333-1342)
- Giovanni da Mileto (1340-1340)
  - Pietro de Pietro o da Caltagirone, O.F.M (1342-1342) (non approuvé par le Saint-Siège)
- Galgano Boccadibue o Blasio, O.F.M (1342-1351)
- Nicolò (1353-1387)
- Guglielmo de Salamone (1388-1398)
- Giuliano da Mileto, O.P (1398-1410)
  - Giovanni de Paludibus (1411-1411) (non approuvé par le Saint-Siège)
- Andrea de Campisio (1411-1412)
  - Antonio Acciaiuoli (1412-1417) (antiévêque) nommé par l'antipape Jean XXIII
  - Filippo da Butera (1414-1421) (antiévêque) nommé par l'antipape Benoît XIII
- Antonio Ponticorona, O.P (1422-1445) nommé évêque d'Agrigente
- Luca de Sarzana, O.F.M.Obs (1445-1471)
- Giovanni Gatto (1472-1475) nommé évêque de Catane
- Bernardo Margarit (1475-1479) nommé évêque de Catane
- Giovanni Gatto (1479-1484)
  - Enrico d'Aragona (1484-1484) (non approuvé par le Saint-Siège)
- Francesco Vitale da Noja, O.F.M. (1484-1492)
- Francesco Orsini (1492-1492)
- Paolo de Cavalleria (1495-1496)
- Francesco de Luna (1496-1496)
- Lazzaro (1496-1496)
- Rinaldo Montoro e Landolina, O.P (1496-1511)
- Juan Requeséns (1512-1516)
- Juan Sánchez (1517-1518)
- Guillén-Ramón de Vich y de Vallterra (1518-1525)
- Francisco de Aragón (1525-1561)
  - Antonio Lo Faso (1561-1561)
- Antonio Faraone (1562-1569) nommé évêque de Catane
- Rodrigo Vadillo, O.S.B. (1569-1577)
- Ottaviano Preconio (1578-1587)
- Francesco Gonzaga, O.F.M.Obs (1587-1593) évêque de Pavie
- Nicolò Stizzìa (1594-1595)
- Emanuele Quero Turillo (1596-1605)
  - Paolo Bisnetti del Lago, O.F.M (1606-1607) (non approuvé par le Saint-Siège)
- Martino Mira (1607-1619)
- Manuel Esteban Muniera, O. de M (1621-1631)
- Ottavio Branciforte (1633-1638) nommé évêque de Catane
- Pietro Corsetto (1638-1643)
- Marco Antonio Gussio (1644-1650) nommé évêque de Catane
- Francesco Gisulfo e Osorio (1650-1658) nommé évêque d'Agrigente
- Giovanni Roano e Corrionero (1660-1673) nommé archevêque de Monreale
- Matteo Orlando, O.C.D (1674-1695)
- José Sanz de Villaragut, O.F.M (1696-1698)
  - siège vacant (1698-1702)
- Matteo Muscella, O.F.M.Obs † (1702-1716)
  - siège vacant (1716-1732)
- Domenico Valguarnera, C.O (1732-1751)
- Agatino Maria Reggio Statella (1752-1755)
- Gioacchino Castelli (1755-1788)
- Francesco Vanni, C.R (1789-1803)
- Domenico Spoto (1804-1808)
  - siège vacant (1808-1814)
- Giovanni Sergio (1814-1827)
- Pietro Tasca (1827-1839)
  - siège vacant (1839-1844)
- Giovanni Maria Visconte Proto, O.S.B (1844-1854)
  - siège vacant (1854-1857)
  - Filippo Cangemi (1857-1857) (non approuvé par le Saint-Siège)
- Ruggero Blundo, O.S.B (1858-1888)
- Gaetano d'Alessandro (1888-1906)
- Anselmo Evangelista Sansoni, O.F.M (1907-1921)
- Giovanni Pulvirenti (1922-1933)
- Emiliano Cagnoni (1934-1969)
- Calogero Lauricella (1970-1973) nommé archevêque de Syracuse
- Salvatore Cassisa (1973-1978) nommé archevêque de Monreale
- Emanuele Catarinicchia (1978-1987) nommé évêque de Mazara del Vallo
- Rosario Mazzola (1988-2000)
- Francesco Sgalambro (2000-2009)
- Vincenzo Manzella (2009-2018)
- Giuseppe Marciante (2018-   )